# Waldbrände in Arizona 2021

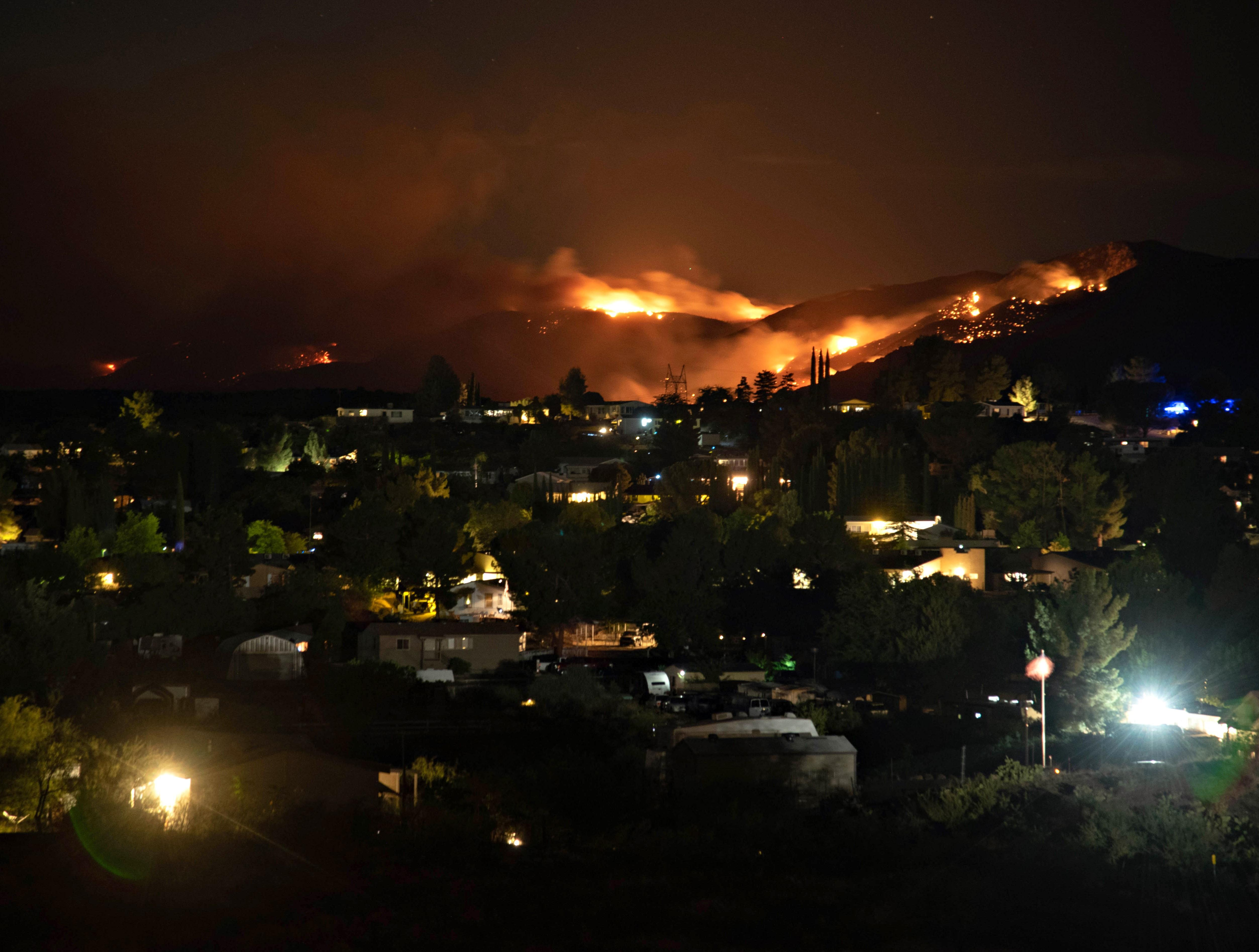
Das Tiger-Feuer von Sping Valley aus gesehen

Zeitraffer des Rauchs vom Telegraph-Brand

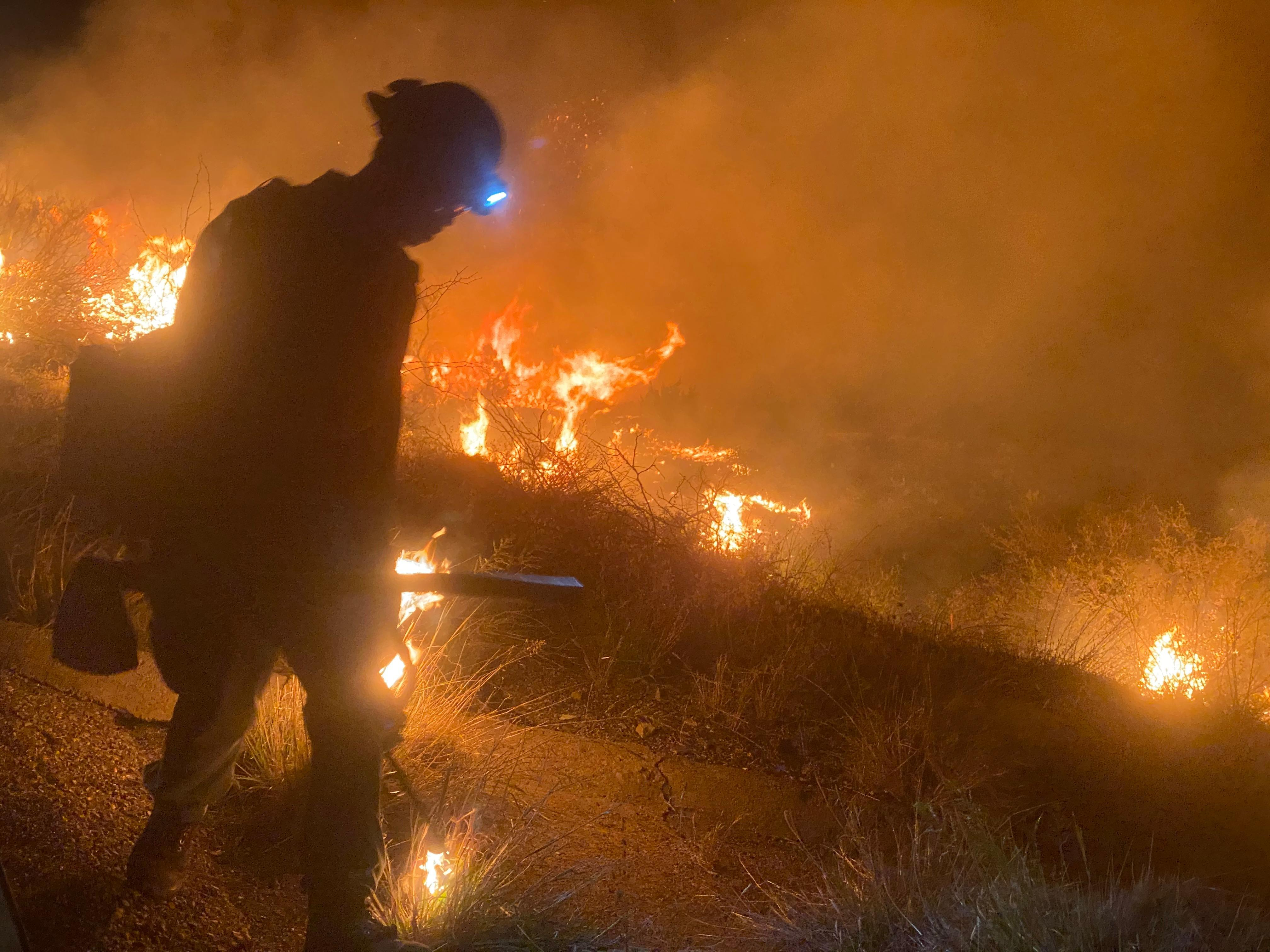
Das Copper Canyon Feuer am 8. Mai 2021 in Arizona

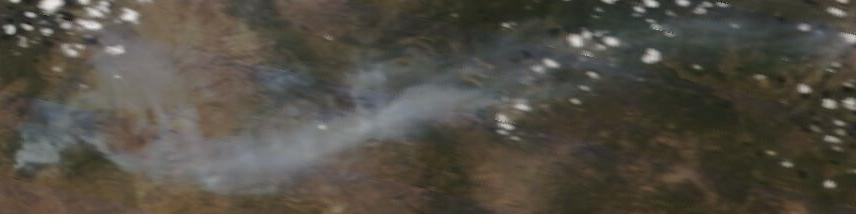
Ein Satellitenbild, das den Rauch des Tussock-Feuers am 9. Mai 2021 in Arizona zeigt

Die Waldbrandsaison 2021 in Arizona war eine anhaltende Serie von Waldbränden, die im gesamten Bundesstaat Arizona, USA, ausgebrochen sind. Bis zum 30. Juni 2021 brannten über 183.000 ha Land in mindestens 1.100 Bränden im gesamten Bundesstaat, teilweise angefacht durch eine Dürre, heiße Temperaturen und Gewitter, die trockene Blitze produzierten. Ende Juni gab es über 20 aktive Waldbrände im gesamten Bundesstaat.
Die Gesamtfläche, die zwischen Anfang des Jahres und Ende Juni verbrannt wurde, war 22 % größer als im gleichen Zeitraum der vorangegangenen Saison, die ihrerseits die aktivste Saison seit fast einem Jahrzehnt war. Der Anstieg der Waldbrände in Arizona ist auf eine „Megadürre“ zurückzuführen, die im Westen der USA herrscht, sowie auf eine Hitzewelle, bei der viele westliche Städte Rekordtemperaturen erreichten.

## Verlauf
Die Saison der Waldbrände in Arizona beginnt normalerweise im Mai und dauert bis Mitte Juli, wenn der nordamerikanische Monsun den Südwesten der USA mit starken Regenfällen versorgt, die die Feueraktivität in der gesamten Region verlangsamen. In letzter Zeit dominiert jedoch die Waldbrandsaison in diesem Bundesstaat, wobei das jüngste Telegraph Fire der sechstgrößte Waldbrand in der Geschichte Arizonas ist. Die Waldbrände in Arizona haben in letzter Zeit für Schlagzeilen gesorgt, da ein Hochdruckrücken über weiten Teilen des Südwestens schwebt und auch die schwere Dürre eine wichtige Rolle in der Waldbrandsaison in Arizona spielt, da mehr als 50 % des Bundesstaates unter „außergewöhnlicher Trockenheit“ stehen. Die Dürre im Südwesten erschwert die Bekämpfung von Waldbränden aufgrund der Wasserknappheit in der Region. Arizona verzeichnete außerdem rekordverdächtige Temperaturen, wobei Phoenix am 17. Juni einen Höchstwert von 47 °C erreichte. Bereits am 9. Juni hatte Gouverneur Doug Ducey als Reaktion auf den Telegraph- und Mescal-Brand den Notstand ausgerufen. In Erklärungen wurden bis zu 400.000 US-Dollar für die Bekämpfung der Waldbrände zur Verfügung gestellt. Vom 14. bis zum 20. Juni zogen trockene Gewitter über Arizona hinweg, die einen größeren Ausbruch von Waldbränden im gesamten Bundesstaat auslösten. Seit dem 1. Juli sind die Coconino-, Kaibab-, Prescott-, Tonto- und Apache-Sitgreaves-Nationalwälder aufgrund der sehr trockenen Bedingungen und der hohen Temperaturen für die Öffentlichkeit gesperrt. Die einzigen Personen, die die Wälder betreten dürfen, sind Feuerwehrleute und Personen, die Eigentum in den Wäldern besitzen. Im Mohave County kamen zwei Feuerwehrleute ums Leben. Sie sollten mit einem Flugzeug einen Waldbrand beobachten und stürzten ab. Der Lake Mead, der größte Stausee des Landes an der Grenze zu Nevada, steht auf seinem niedrigsten Pegel seit seiner Entstehung in den 1930er Jahren.

## Auswahl bedeutender Brände (tabellarisch)
| Feuer / Komplex | Nummer        | Beginn   | Ende     | Fläche in Acre | Zerstörte Gebäude | Löschkosten | Ursache        |
| --------------- | ------------- | -------- | -------- | -------------- | ----------------- | ----------- | -------------- |
| Backbone Fire   | AZ-COF-000642 | 17. Juni | 14. Juli | 40.855         | 0                 | $13.100.000 | Blitzeinschlag |
| Bear Fire       | AZ-ASF-000624 | 18. Juni | 9. Juli  | 24.067         | 0                 | $200.000    | Blitzeinschlag |
| Mescal Fire     | AZ-GID-000387 | 1. Juni  | 16. Juni | 72.250         | 0                 | $12.075.000 | Mensch         |
| Pinncale Fire   | AZ-CNF-000427 | 10. Juni | 15. Juli | 34.437         | 0                 | $10.500.000 | Mensch         |
| Rafael Fire     | AZ-PNF-000863 | 20. Juni | 13. Juli | 78.065         | 1                 | $11.000.000 | Blitzeinschlag |
| Telegraph Fire  | AZ-TNF-001255 | 4. Juni  | 2. Juli  | 180.757        | 41                | $36.400.000 | Mensch         |
| Tiger Fire      | AZ-PNF-001008 | 1. Juli  | 22. Juli | 16.278         | 0                 | $5.644.000  | Blitzeinschlag |